# Dioscorea insignis
Dioscorea insignis är en enhjärtbladig växtart som beskrevs av Conrad Vernon Morton och Bernice Giduz Schubert. Dioscorea insignis ingår i släktet Dioscorea och familjen Dioscoreaceae. Inga underarter finns listade i Catalogue of Life.